# Testamentum Domini
Testamentum Domini (Testament Pana) – wczesnochrześcijański traktat należący do gatunku konstytucji kościelnych. Zawiera wczesne teksty liturgii Eucharystii.

## Geneza i autor
Autor dzieła pozostaje nieznany. Sam tekst stylizowany jest jako pochodzący bezpośrednio od Jezusa - testament powierzony przez Mistrza apostołom przed Wniebowstąpieniem. Powstanie datowane jest w przybliżeniu na V w. po Chr., czasem podaje się nawet IV w. Prawdopodobnie pochodził z Syrii, niektórzy proponują Egipt lub Azję Mniejszą.

## Manuskrypt

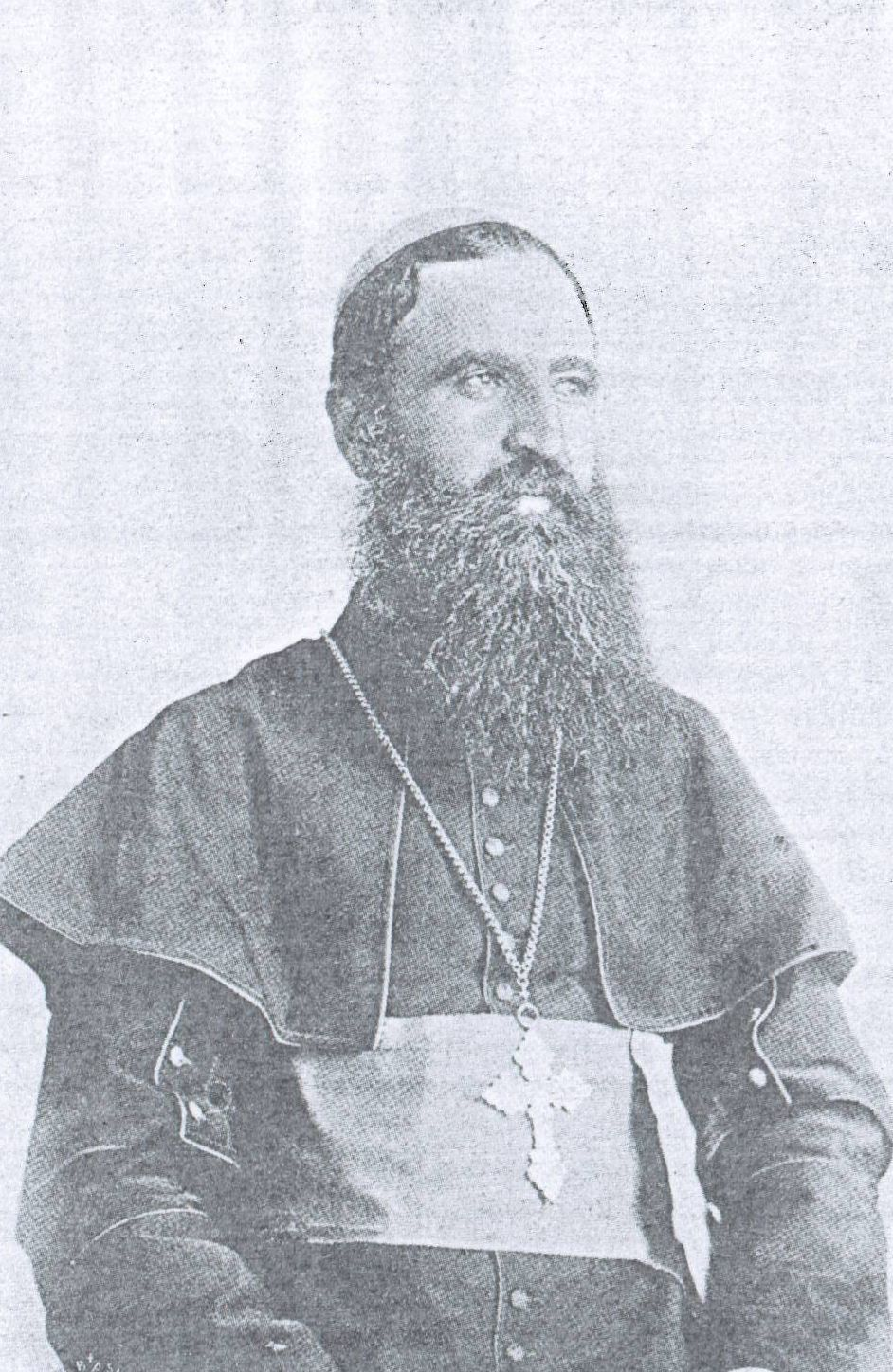
Patriarcha Efrem Rahmani, który odkrył na nowo tekst Testamentum Domini

Dzieło zostało napisane pierwotnie w grece – Koine. Oryginał jednak zaginął. Wyjątki opublikował Paul de Lagarde w 1856, a łaciński fragment został wydany przez M.R. Jamesa w 1893. Cała księga została wydana po raz pierwszy w języku syryjskim w 1899 – opublikował ją razem z własnym łacińskim przekładem syryjski katolicki Patriarcha Antiochii Efrem Rahmani Jego tekst to XVII-wieczny manuskrypt znaleziony w Mosulu.

## Modlitwa eucharystyczna
Zawarta w Testamentum Domini modlitwa eucharystyczna należy do grupy świadków najstarszych liturgii eucharystycznych, takich jak Tradycja apostolska Hipolita czy Anafora Addaja i Mariego. Według brytyjskiego liturgisty Dom Gregory Dixa oraz Louis Bouyera, autor Testamentu Pana musiał znać pierwotny tekst modlitwy eucharystycznej Hipolita, przed późniejszymi dodatkami, z którymi tekst ten istnieje obecnie.